# Charencey (Côte-d'Or)
 Charencey  es una población y comuna francesa, en la región de Borgoña, departamento de Côte-d'Or, en el distrito de Montbard y cantón de Venarey-les-Laumes.

## Demografía
En el año 2021, Charencey contaba con una población total de 40 habitantes.
| 77 | 61 | 38 | 35 | 28 | 32 | 30 | 27 | 40 |
| Para los censos de 1962 a 1999 la población legal corresponde a la población sin duplicidades (Fuente: INSEE [Consultar]) |    |    |    |    |    |    |    |    |